# مارسيا فالك
مارسيا فالك (بالإنجليزية: Marcia Falk)‏ هي كاتِبة وشاعرة أمريكية، ولدت في 1946 في نيويورك في الولايات المتحدة.

## وصلات خارجية
- الموقع الرسمي
- مارسيا فالك على موقع ميوزك برينز (الإنجليزية)